# Danian (socken i Kina, Shandong)
Danian (kinesiska: 大埝乡, 大埝) är en socken i Kina. Den ligger i provinsen Shandong, i den östra delen av landet, omkring 170 kilometer sydväst om provinshuvudstaden Jinan. Antalet invånare är 26903. Befolkningen består av 13 538 kvinnor och 13 365 män. Barn under 15 år utgör 20,0 %, vuxna 15-64 år 67 %, och äldre över 65 år 12,0 %.
Genomsnittlig årsnederbörd är 670 millimeter. Den regnigaste månaden är juli, med i genomsnitt 208 mm nederbörd, och den torraste är januari, med 4 mm nederbörd.